# Liste der Biografien/Gij
Liste der Biografien |
Portal Biografien |
Personensuche
# |
A |
B |
C |
D |
E |
F |
G |
H |
I |
J |
K |
L |
M |
N |
O |
P |
Q |
R |
S |
T |
U |
V |
W |
X |
Y |
Z |
?
 
Ga |
Gb |
Gc |
Gd |
Ge |
Gf |
Gh |
Gi |
Gj |
Gk |
Gl |
Gm |
Gn |
Go |
Gp |
Gq |
Gr |
Gs |
Gu |
Gv |
Gw |
Gy |
Gz
 
Gia |
Gib |
Gic |
Gid |
Gie |
Gif |
Gig |
Gih |
Gij |
Gik |
Gil |
Gim |
Gin |
Gio |
Gip |
Gir |
Gis |
Git |
Giu |
Giv |
Giw |
Giy |
Giz
Die Liste der Biografien führt alle Personen auf, die in der deutschsprachigen Wikipedia einen Artikel haben. Dieses ist eine Teilliste mit 23 Einträgen von Personen, deren Namen mit den Buchstaben „Gij“ beginnt.

## Gij

### Gija
- Gija, koreanischer Herrscher

### Gijd
- Gʻijduvoniy, Abduxoliq, sufischer Lehrer

### Gijl
- Gijlswijk, Bernard (1870–1944), niederländischer Ordensgeistlicher, römisch-katholischer Erzbischof und Diplomat des Heiligen Stuhls

### Gijn
- Gijn, Anton van (1866–1933), niederländischer Beamter, Wirtschaftswissenschaftler, Hochschullehrer und Politiker, Finanzminister

### Gijo
- Gijón y León, Don Miguel de (1717–1794), hispanoamerikanischer Geschäftsmann, Adeliger, und Vertrauter von Pablo de Olavide
- Gijón, Álvaro (* 1976), spanischer Skilangläufer
- Gijón, Pablo (* 1983), spanischer Eishockeyspieler

### Gijp
- Gijp, Cornelis van der (1931–2022), niederländischer Fußballspieler

### Gijs
- Gijsbertsen, Peter (* 1983), niederländischer Opernsänger (Tenor)
- Gijsbrecht van Brederode (1416–1475), niederländischer Edelmann und Bischof von Utrecht
- Gijsbrechts, Cornelis Norbertus, flämischer MalerCornelis Norbertus Gijsbrechts

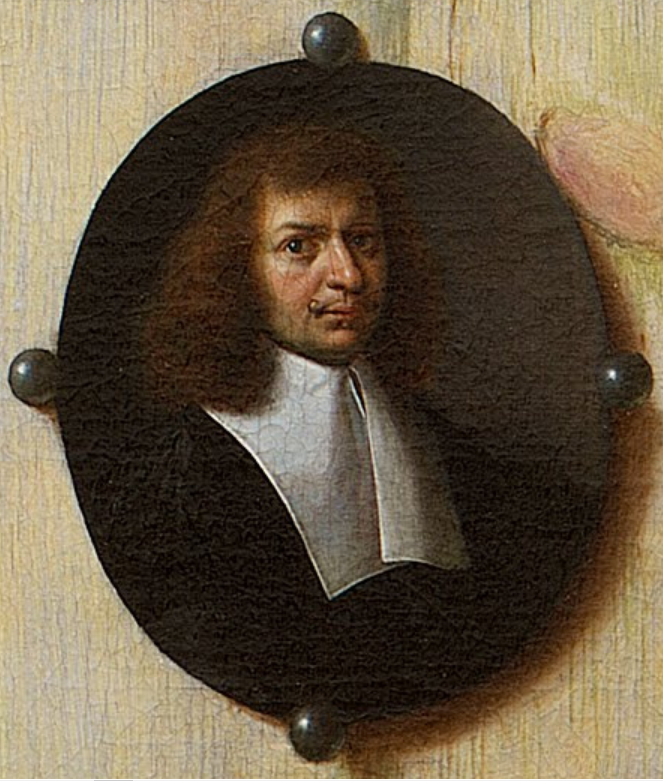
Cornelis Norbertus Gijsbrechts

- Gijsbrechts, Franciscus, flämischer Maler
- Gijsen, Edgard (1940–2008), brasilianischer Ruderer
- Gijsen, Joannes (1932–2013), niederländischer Geistlicher, römisch-katholischer Bischof
- Gijsen, Marnix (1899–1984), flämischer Schriftsteller
- Gijsen, Wim (1933–1990), niederländischer Schriftsteller
- Gijsse, Maria van de, niederländische Näherin, als Mann verkleidete Soldatin
- Gijssels, Romain (1907–1978), belgischer Radrennfahrer
- Gijssen, Geurt (* 1934), niederländischer Schachschiedsrichter
- Gijswijt, Agnieta (1873–1962), niederländische Malerin und Zeichnerin

### Gijt
- Gijtenbeek, Maria Sophia Petronella van (1848–1929), niederländische Schauspielerin, Balletttänzerin und Sopranistin

### Gijz
- Gijzels, Frans (1911–1977), niederländischer Politiker (KVP)
- Gijzen, Agatha (1904–1995), niederländische Zoologin und Museumshistorikerin